# Серова, Галина Павловна
Галина Павловна Серова — советский хозяйственный и государственный деятель, лауреат Государственной премии СССР за выдающиеся достижения в труде.

## Биография
Родилась в 1938 году в Ленинграде в рабочей семье. Член КПСС.
Пережила блокадную зиму 1941—1942 годов, эвакуирована в Ярославскую область.
В 1956—1963 годах — брошюровщица в типографии «Печатный двор».
В 1963—1993 годах — машинист экструдера (пресса) производственного объединения по переработке пластмасс имени «Комсомольской правды».
Впервые на заводе работала на двух экструдерах одновременно, в одиннадцатой пятилетке на трех экструдерах в одиночку выполнила норму четырёх работников.
За большой личный вклад в повышение эффективности использования технологического оборудования была в составе коллектива удостоена Государственной премии СССР за выдающиеся достижения в труде 19 года.
Жила в Санкт-Петербурге.

## Награды
- Орден Трудовой Славы II степени (1984)
- Орден Трудовой Славы III степени (1977)